# Uromyces hedysari-obscuri
Uromyces hedysari-obscuri ist eine Ständerpilzart aus der Ordnung der Rostpilze (Pucciniales). Der Pilz ist ein Endoparasit der Hülsenfrüchtlergattung Hedysarum. Symptome des Befalls durch die Art sind Rostflecken und Pusteln auf den Blattoberflächen der Wirtspflanzen. Sie ist holarktisch verbreitet.

## Merkmale

### Makroskopische Merkmale
Uromyces hedysari-obscuri ist mit bloßem Auge nur anhand der auf der Oberfläche des Wirtes hervortretenden Sporenlager zu erkennen. Sie wachsen in Nestern, die als gelbliche bis braune Flecken und Pusteln auf den Blattoberflächen erscheinen.

### Mikroskopische Merkmale
Das Myzel von Uromyces hedysari-obscuri wächst wie bei allen Uromyces-Arten interzellulär und bildet Saugfäden, die in das Speichergewebe des Wirtes wachsen. Ihre Spermogonien wachsen überwiegen unterseitig entlang von Stielen und Blattadern auf den Wirtsblättern. Die gesellig blattunterseitig und an Blattstielen wachsenden Aecien der Art sind weißlich und becherförmig bis kurzzylindrisch. Ihre hyalinen Aeciosporen sind 18–21 × 15–18 µm groß, kugelig bis breitellipsoid und warzig. Die meist blattunterseitig wachsenden Uredien ähneln den Aecien, auch in ihren Sporen. Die blattoberseitig wachsenden Telien der Art sind schwarzbraun, pulverig und unbedeckt. Die kastanienbraunen Teliosporen sind einzellig, in der Regel eiförmig bis ellipsoid, warzig und meist 21–27 × 16–18 µm groß. Ihre Stiele sind farblos.

## Verbreitung
Das bekannte Verbreitungsgebiet von Uromyces hedysari-obscuri ist holarktisch, so reicht es von Utah und Colorado über Alaska bis nach Europa.

## Ökologie
Die Wirtspflanzen von Uromyces hedysari-obscuri sind diverse Süßklee-Arten. Der Pilz ernährt sich von den im Speichergewebe der Pflanzen vorhandenen Nährstoffen, seine Sporenlager brechen später durch die Blattoberfläche und setzen Sporen frei. Die Art durchläuft einen Entwicklungszyklus mit Spermogonien, Aecien und Telien, aber ohne Uredien. Als autoöker Parasit macht sie keinen Wirtswechsel durch.